# Episodi de L'ispettore Dalgliesh (seconda stagione)
La seconda stagione della serie televisiva L'ispettore Dalgliesh è stata distribuita su Acorn TV dal 24 aprile all'8 maggio 2023 ed è andata in onda nel Regno Unito dal 27 aprile al 12 maggio 2023 su Channel 5. In Italia è stata trasmessa su Giallo dal 12 marzo al 26 marzo 2024.
| nº | Titolo originale           | Titolo italiano                     | Pubblicazione UK | Prima TV UK    | Prima TV Italia |
| -- | -------------------------- | ----------------------------------- | ---------------- | -------------- | --------------- |
| 1  | Death of an Expert Witness | Morte di un medico legale - Parte 1 | 24 aprile 2023   | 27 aprile 2023 | 12 marzo 2024   |
| 2  | Death of an Expert Witness | Morte di un medico legale - Parte 2 | 24 aprile 2023   | 28 aprile 2023 | 12 marzo 2024   |
| 3  | A Certain Justice          | Una certa giustizia - Parte 1       | 1º maggio 2023   | 4 maggio 2023  | 19 marzo 2024   |
| 4  | A Certain Justice          | Una certa giustizia - Parte 2       | 1º maggio 2023   | 5 maggio 2023  | 19 marzo 2024   |
| 5  | The Murder Room            | La stanza dei delitti - Parte 1     | 8 maggio 2023    | 11 maggio 2023 | 26 marzo 2024   |
| 6  | The Murder Room            | La stanza dei delitti - Parte 2     | 8 maggio 2023    | 12 maggio 2023 | 26 marzo 2024   |

## Morte di un medico legale
- Titolo originale: Death of an Expert Witness
- Diretto da: Geoffrey Sax
- Scritto da: Helen Edmundson

### Trama
L'ispettore capo Adam Dalgliesh viene chiamato a investigare sull'omicidio del dottor Edwin Lorrimer, un eminente biologo forense presso il laboratorio Hoggatt's, situato nelle Fens dell'Inghilterra orientale. Lorrimer, noto per il suo carattere difficile, aveva numerosi conflitti con i colleghi, rendendo l'indagine complessa. Mentre Dalgliesh scava nelle vite personali e professionali dello staff del laboratorio, emergono tensioni nascoste e motivazioni che portano a sospettare di più persone. La risoluzione del caso richiede a Dalgliesh di discernere tra molteplici moventi e alibi intricati.

## Una certa giustizia
- Titolo originale: A Certain Justice
- Diretto da: Andy Tohill e Ryan Tohill
- Scritto da: Stewart Harcourt e Helen Edmundson

### Trama
La brillante avvocatessa penalista Venetia Aldridge viene trovata assassinata nel suo ufficio a Pawlet Court, un prestigioso Inn of Court di Londra. La scena del crimine presenta dettagli inquietanti, come una parrucca imbevuta di sangue posizionata sulla vittima. Aldridge aveva recentemente difeso con successo Garry Ashe, accusato dell'omicidio di sua zia prostituta, e la sua vita professionale era costellata di nemici e rivalità. L'ispettore Dalgliesh e la sua squadra devono navigare tra le complesse dinamiche legali e personali dei colleghi di Aldridge per scoprire la verità dietro il suo omicidio.

## La stanza dei delitti
- Titolo originale: The Murder Room
- Diretto da: Jon Wright
- Scritto da: Helen Edmundson

### Trama
Ambientato nel Dupayne Museum di Londra, dedicato al periodo tra le due guerre mondiali, questo episodio vede Dalgliesh indagare sull'omicidio di Neville Dupayne, uno dei tre fratelli proprietari del museo. Neville era contrario alla continuazione del museo, creando tensioni familiari. La vittima viene trovata bruciata viva in circostanze che richiamano un vecchio caso esposto nella "Sala degli Omicidi" del museo. Dalgliesh deve decifrare i legami tra il passato e il presente per svelare l'assassino.